# Silimakuta (Sitellu Tali Urang Julu)
Silimakuta is een bestuurslaag in het regentschap Pakpak Bharat van de provincie Noord-Sumatra, Indonesië. Silimakuta telt 1017 inwoners (volkstelling 2010).